# Meriden, West Midlands
Meriden är en ort och civil parish i Storbritannien.   Den ligger i distriktet Solihull i grevskapet West Midlands i riksdelen England, i den södra delen av landet, 150 km nordväst om huvudstaden London. Meriden ligger 121 meter över havet och antalet invånare är 1 841.
Terrängen runt Meriden är platt. Runt Meriden är det tätbefolkat, med 659 invånare per kvadratkilometer. Närmaste större samhälle är Birmingham, 18,0 km väster om Meriden. Trakten runt Meriden består till största delen av jordbruksmark.